# Forcipomyia cubitalis
Forcipomyia cubitalis är en tvåvingeart som först beskrevs av Jean-Jacques Kieffer 1918.  Forcipomyia cubitalis ingår i släktet Forcipomyia och familjen svidknott. Inga underarter finns listade i Catalogue of Life.